# Nicola Vitiello
Nicola Vitiello (Milano, 11 aprile 1969) è un giornalista e conduttore radiofonico italiano, voce di Radio Deejay dal 2001.
Nei primi anni novanta, prima di arrivare su Radio Deejay, ha lavorato come giornalista radiofonico per la Radio Capital di Claudio Cecchetto. Dagli anni duemila è anche speaker e conduttore fuori campo per diversi format televisivi in onda sulle reti RAI, Mediaset, SKY e LA9.

## Biografia
Ha esordito nel 1987 lavorando prima per l'emittente radiofonica Drb, per poi passare un anno dopo a Superradio. Nel 1992 ha collaborato con Novaradio, in qualità di redattore e lettore dei notiziari, prima di approdare nello stesso anno nella redazione giornalistica della Radio Capital di Claudio Cecchetto, iscrivendosi nel 1995 all'Ordine dei Giornalisti della Lombardia.
Nello stesso periodo ha partecipato alla registrazione del remix di Piove di Jovanotti, nella quale dice le previsioni meteo che introducono il pezzo.
Notato insieme al Digei Angelo durante la preparazione di una trasmissione in onda su Radio Capital da Linus, è stato chiamato per passare a Radio Deejay nel 1997, dove è diventato autore dello stesso Digei Angelo e di Roberto Ferrari per la trasmissione Ciao belli, per la quale ha creato diversi personaggi tra cui quelli di Gianni Nespolo, Vito Pastello e Luca Spargisale, da lui interpretato. Parallelamente è entrato anche a far parte della redazione giornalistica della radio, scrivendo e leggendo i notiziari e curando la rubrica di cinema Cinema Deejay e la parte redazionale della trasmissione di Marco Baldini Baldini's Land.
Nel 2001 ha esordito alla conduzione di una trasmissione per Radio Deejay, 6 sveglio?, programma che apriva la programmazione giornaliera della radio in onda alle 6 del mattino e andato in onda fino al 2007. Nello stesso periodo è stato voce ufficiale del canale satellitare Mediaset Italia Teen Television, per il quale ha ideato il format Dance IT! e ha condotto, come voce fuori campo, le trasmissioni Real Duel per Duel TV.
Nella stagione 2007/2008 ha condotto Domenica Deejay, contenitore della durata di cinque ore in onda la domenica sera su Radio Deejay, mentre dal settembre 2008 è passato al palinsesto serale-notturno dell'emittente conducendo Dee Notte, trasmissione in onda dalle 23 all'1 e condotta in coppia con Gianluca Vitiello, con il quale ha in comune soltanto il cognome e con il quale ha instaurato un sodalizio artistico legato alle conduzioni radiofoniche.
È stato voce ufficiale di diversi spot pubblicitari e trasmissioni televisive, come Scorie, Star Academy, Cambio cuoco, Cielo che gol!, Il processo di X Factor e Quanto manca?. Per un periodo ha preso parte, come inviato, alla trasmissione di Italia 1 Le Iene. Nel 2010 è stato tra i protagonisti di Via Massena, sitcom in onda su Deejay TV. Nel 2011 ha collaborato con Elio e le Storie Tese in Pensiero stupesce, brano pubblicato per promuovere Boris - Il film.
Come produttore discografico, nel 2012 ha lanciato il progetto "La Manita", curato insieme a Davide Villano (DJ Tato), Stefano Brizzi e Alessandro Deledda; è stato pubblicato, nell'estate di quell'anno, il brano Ola Ola Ola, cantato da Federica Sala. Il brano ottiene un buon successo radiofonico e viene diffuso a livello internazionale con un remix realizzato da Tacabro.
L'attività come doppiatore è proseguita poi nel 2013, per il videogioco Batman Arkham Knight e l'anno successivo per il film d'animazione danese Barry, Gloria e i Discoworms. Nel 2015 ha scritto e prodotto il brano Natale Semplice, canzone natalizia cover del successo di Gianni Togni Semplice, interprete anche della nuova versione.
A partire dal settembre 2023, dopo quindici anni in onda nella fascia della tarda serata con Dee Notte, torna nel palinsesto della prima mattina di Radio Deejay con Dee Mattina.

## Radio
- Ciao belli (Radio Deejay, dal 1997)
- 6 Sveglio? (Radio Deejay, 2001-2007)
- Domenica Deejay (Radio Deejay, 2007-2008)
- Cinema Deejay (Radio Deejay, dal 2001)
- Dee Notte (Radio Deejay, 2008-2023)
- Dee Mattina (Radio Deejay, dal 2023)